# جون هوليس
جون هوليس (بالإنجليزية: John Hollis)‏ هو ممثل بريطاني، ولد في 24 يناير 1931 في المملكة المتحدة، وتوفي في 18 أكتوبر 2005 بلندن في المملكة المتحدة.

## أعمال

### أفلام
- (1967) كازينو رويال[4][5][6]
- (1978) سوبرمان[7][8]
- (1980)  الإمبراطورية تعيد الضربات[9][10][11]
- (1980) سوبرمان 2
- (1981) من أجل عينيك فقط[12][13][14]

## وصلات خارجية
- جون هوليس على موقع IMDb (الإنجليزية)
- جون هوليس على موقع ألو سيني (الفرنسية)
- جون هوليس على موقع ميوزك برينز (الإنجليزية)
- جون هوليس على موقع أول موفي (الإنجليزية)
- جون هوليس على موقع قاعدة بيانات الأفلام السويدية (السويدية)
- جون هوليس على موقع قاعدة بيانات الفيلم (الإنجليزية)
- جون هوليس على موقع كينوبويسك (الروسية)